# Richtlinie (EU) 2022/2041
Die Richtlinie (EU) 2022/2041 vom 19. Oktober 2022 (Mindestlohnrichtlinie) behandelt „angemessene Mindestlöhne in der Europäischen Union“. Da die EU explizit keine Kompetenz hat, Regelungen bezüglich der Lohnhöhe zu treffen, wird sie als Kompetenzüberschreitung kritisiert. Eine Nichtigkeitsklage wird durch den Europäischen Gerichtshof behandelt.

## Entstehung
Die Richtlinie wurde auf Vorschlag der Europäischen Kommission im ordentlichen Gesetzgebungsverfahren der EU beschlossen. Hierzu wurde der Entwurf der Richtlinie zunächst zur Stellungnahme an die nationalen Parlamente verschickt, im Europäischen Wirtschafts- und Sozialausschuss und dem Ausschuss der Regionen beraten und zuletzt am 19. Oktober 2022 durch das Europäische Parlament und den Europäischen Rat beschlossen. Als EU-Richtlinie ist sie nicht direkt wirksam, sondern muss durch die jeweiligen nationalen Parlamente in nationales Recht übernommen werden. Hierzu hatten die Mitgliedsstaaten bis zum 15. November 2024 Zeit. Zu diesem Zeitpunkt hatten lediglich acht Mitgliedstaaten die Richtlinie offiziell umgesetzt: Belgien, Tschechien, Dänemark, Deutschland, Ungarn, Litauen, Rumänien und Schweden.

## Inhalt
Die ökonomischen Auswirkungen von Mindestlöhnen werden kontrovers diskutiert. Auch bestehen in den einzelnen Mitgliedsstaaten sehr unterschiedliche Traditionen der Arbeitsmarktpolitik. Auch steht ein staatlicher Mindestlohn dem Prinzip der Tarifautonomie entgegen. Daher verzichtet die Richtlinie auf feste Vorgaben und legt Prinzipien fest, die bei der Festlegung von Mindestlöhnen beachtet werden müssen.
Ziele der Richtlinie ist „die Verbesserung der Lebens- und Arbeitsbedingungen in der Union, insbesondere der Angemessenheit der Mindestlöhne der Arbeitnehmer, um zur sozialen Aufwärtskonvergenz beizutragen und die Lohnungleichheit zu verringern“. Explizit wird festgehalten, die Richtlinie beschränke „nicht die Autonomie der Sozialpartner sowie deren Recht, Tarifverträge auszuhandeln und abzuschließen“. 
Kern der Richtlinie ist das Verfahren zur Festsetzung angemessener gesetzlicher Mindestlöhne. Dazu sollen die Mitgliedstaaten zur Bewertung der Angemessenheit der gesetzlichen Mindestlöhne Referenzwerte zugrunde legen. Diese werden nicht vorgegeben, beispielhaft werden 60 % des Bruttomedianlohns oder 50 % des Bruttodurchschnittslohns genannt. Die tatsächlichen Mindestlöhne sollen regelmäßig, mindestens alle zwei Jahre anhand der Referenzwerte überprüft werden.
Daneben werden Mitwirkungsrechte der Tarifparteien, Informations- und Überwachungspflichten und Sanktionsregelungen festgelegt.

## Klageverfahren
Die Richtlinie stützt sich explizit auf den „Vertrag über die Arbeitsweise der Europäischen Union, insbesondere auf Artikel 153 Absatz 2 Buchstabe b in Verbindung mit Artikel 153 Absatz 1 Buchstabe b“. Allerdings schließt Art. 153 Abs. 5 des Vertrags über die Arbeitsweise der Europäischen Union Regelungen zum Thema Arbeitsentgelt ausdrücklich aus. Daher hat der Mitgliedsstaat Dänemark am 18. Januar 2023 gegen die Mindestlohnrichtlinie eine Nichtigkeitsklage im Sinne von Art. 263 AEUV beim EuGH eingereicht. Der zuständige Generalanwalt Nicholas Emiliou unterstützte die Nichtigkeitsklage in seinen Schlussanträgen vom 14. Januar 2025. Üblicherweise folgt der EuGH den Anträgen des Generalanwalts.